# 台町遊廓
台町遊廓（だいまちゆうかく）とは、北海道函館市にあった遊廓である。

## 概要
函館市立西小学校付近の魚見坂の左右にあった。この地は江戸末期になっても街はずれで、明治時代に入ってから住居を構える者が現れた。1867年（慶応3年）2月27日に豊川町「築島遊廓」、蓬莱町「蓬莱遊廓」とともに遊廓指定地を許可を受けた。1873年（明治6年）3月22日発生の明治6年函館大火により焼失した築島遊廓はすでに市街地になっているとして再許可が得られず（再建不可）、蓬莱遊廓に移転した業者を除いて当遊廓に移転してきた。
1907年（明治40年）8月25日発生の明治40年函館大火により焼失。蓬莱遊廓とともに大森町「函館遊廓（大森遊廓、辰巳の里）」に移転した。

## 遊廓・坂道・路面電車
坂道「魚見坂」は幅が狭く防火上の問題があったために、台町遊廓の経営者の出資により1885年（明治18年）2月21日にリニューアルしたものである。坂道の下には函館市企業局交通部が運営する路面電車の停留場「函館どつく前停留場」があるが、大正時代の中頃、ここから高龍寺前まで延伸する構想があったが実現しなかった。